# T-72
El T-72 es un carro de combate principal diseñado y producido primero en la Unión Soviética y posteriormente en Rusia. Ha sido durante más de treinta años uno de los pocos carros de combate que se construyen en cinco países; y que se ha mejorado extensivamente, algunos modelos en la actualidad se producen mediante licencia, y otras múltiples versiones han tenido diversa suerte; desde no pasar de la fase de prototipo, hasta ser carros de combate muy sofisticados como el T-90S. Entró al servicio activo en el año 1973 y actualmente sigue siendo una pieza fundamental en los cuerpos blindados de muchos países. 
A día de hoy es uno de los carros de combate en servicio más producidos en el mundo, después del T-34 y el M4 Sherman; con más de 40 000 unidades repartidas a lo largo y ancho del mundo. Es uno de los carros de combate en actividad más numerosos del Ejército ruso, que en el 2004 contaba con cerca de 5000 unidades y otras unidades más usadas de posapuentes y en otros proyectos.

## Historia del diseño
El diseño del T-72 surge como respuesta a la necesidad del Ejército soviético de tener un carro de combate moderno capaz de enfrentarse a sus equivalentes de la OTAN en un posible enfrentamiento en Europa central. Por otra parte, tendría que ser de más rápida construcción y más barato que el T-64, que en esos momentos era el carro de combate más avanzado del Ejército soviético y también el más caro. Los principales problemas que se tenían con el modelo T-64 estaban relacionados con el motor, la transmisión y el autocargador del cañón de 125 mm, pero sobre todo con el alto coste por unidad y el mantenimiento.
En busca de ese equilibrio coste / tecnología, se encargó el proyecto al grupo de diseño Uralvagon KB. Comenzaron sus trabajos en 1966 y crearon dos líneas de desarrollo paralelas, utilizadas como bancos de pruebas para futuros modelos y modelos en activo. Estas dos líneas se materializaron en el Obiekt 167 y del Ob'jekt 172. Una de las primeras modificaciones que se llevaron a cabo fue la sustitución del motor, en vez del V-2 que apenas llegaba a los 600 CV pero que habitualmente se montaba en los carros de combate rusos, se instaló una evolución del mismo, el V64 que cuenta con 840 CV de potencia. A finales de 1968 se empiezan a realizar pruebas de campo con el Obiekt 172, al que se le han añadido elementos del T-64 como el autocargador de cesta, que viene a reemplazar al empleado por el estudio Uralvagonzavod, que es del tipo casete. La diferencia de los dos sistemas es que la versión casete dispone los proyectiles de 125 mm en dos filas horizontales bajo el casco. En el caso del modelo del T-64, un cargador en modo cesta, con los proyectiles almacenados horizontalmente alrededor de la torreta como una "corona" y el propelente en un depósito vertical. Otro cambio significativo fue la sustitución de la compleja suspensión del T-64 por la usada en el prototipo Obiekt 167, no por problemas del diseño, sino por resultar económica en comparación. Algo que se mantuvo en el diseño, heredado de los anteriores modelos de Uralvagonzavod como el T-54/55 y el T-62, fue el perfil bajo (2,37 m), una ventaja para un carro de combate que le permite pasar más inadvertido en el paisaje. Durante el verano de 1969 se realizaron pruebas en Asia central para comprobar la respuesta del tanque a las altas temperaturas ambientales y los terrenos semidesérticos que se encuentran en esas latitudes.
Finalmente, las pruebas de preproducción se llevaron a cabo en 1971 en unidades activas del ejército ruso ubicadas en el norte de China. Se quisieron comprobar las modificaciones hechas para poder corregir posibles fallos derivados de un uso regular de los vehículos. De esas pruebas se sustituyó el telémetro láser TPD-2, ineficiente y costoso, por el telémetro láser TPD-K1; se cambió también el blindaje en la torreta, siendo reemplazado por uno de tipo laminado. También se modificaron el lugar de almacenaje de los proyectiles, el equipo de visión nocturna, el equipo de comunicaciones y el motor. Todas estas mejoras se incorporaron al modelo de preproducción T-72s.
En 1972 comenzó la fabricación definitiva, pero tras las primeras misiones de prueba se detectaron varios fallos, así que se volvió a los tableros de diseño para buscar una solución lo más rápidamente posible. Las correcciones y pruebas se llevaron a cabo sobre otro prototipo, el Obiekt 172M.
Internacionalmente se dio a conocer durante el desfile del Ejército soviético en noviembre de 1977. En 1978 empezó la producción del modelo T-72A, fruto de las modificaciones realizadas en el Obiekt 174, un prototipo utilizado como banco de pruebas de mejoras del blindaje.

## Evoluciones, licencias y variaciones del T-72
| Modelo       | Modelo de exportación  |
| T-72 (1971)  | T-72A / T-72B          |
| T-72A (1981) | T-72G / T-72M / T-72M1 |
| T-72B (1985) | T-72S                  |

### Evoluciones

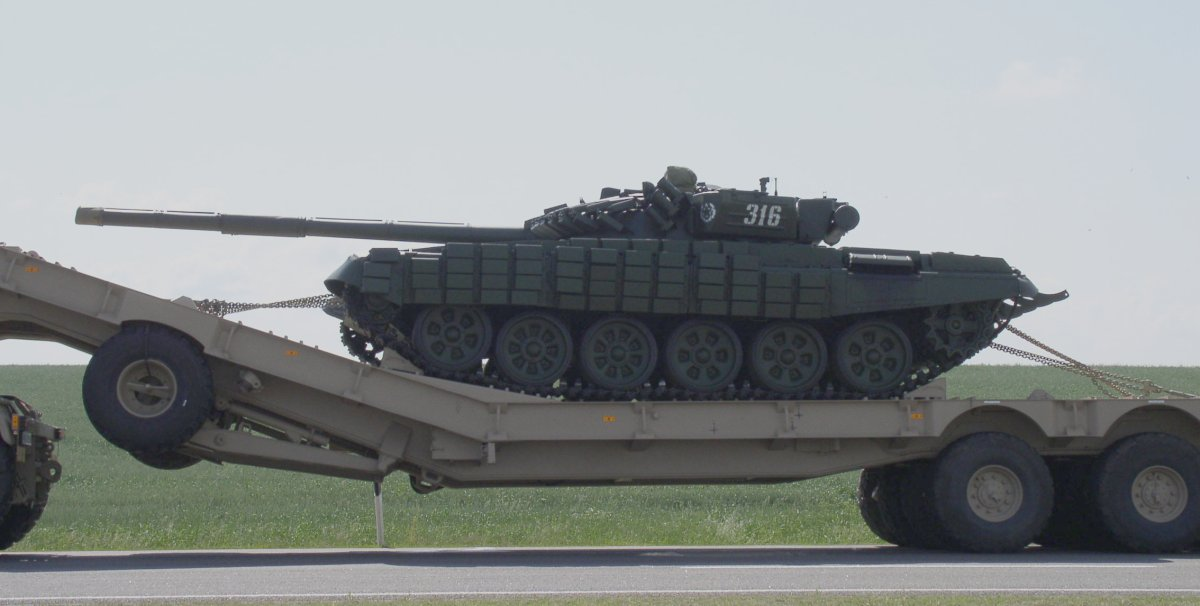
T-72B bielorruso

- T-72 "Урал" (Ural): versión de la que derivan todos los demás modelos.
  - T-72 "Урал-1" (Ural-1): primera evolución del T-72, con blindaje mejorado y cambio de ubicación de la luz de búsqueda nocturna.
  - T-72AV: equipado con la primera generación de blindaje ERA[notas 2]
  - T-72K: versión de comando del T-72B (Antiguo), con equipo de comunicación adicional.
  - T-72G: versión para exportación del modelo T-72A (Antiguo). Producido desde 1975, se mejoró el blindaje incluyendo las amenazas NBQ[notas 3] con entre otros, un sistema de sobrepresurización del interior.
- T-72A: asignación dada a dos modelos de T-72, uno es la versión de exportación del T-72 "Ural" y el otro una nueva versión producida en 1979. Al nuevo modelo se le incorporó el telémetro láser TPDK-1, se mejoró el blindaje frontal, superior y de la torreta, se añadieron lanzadores de granadas de humo, faldones laterales y se realizaron algunos cambios en el interior. Todas estas modificaciones significaron asimismo un ligero aumento en el peso.
  - T-72AV: versión derivada del T-72M1 con blindaje ERA.[notas 2] Equivalente al T-72M1V.
  - T-72M: versión de exportación del T-72A.
  - T-72M1: versión para exportación. Las versiones checoslovaca y polaca también comparten esta denominación. Se creó en 1982.
  - T-72M1V: versión derivada del T-72M1 con blindaje Kontakt ERA.[notas 2] Equivalente al T-72AV.
  - T-72M1M: actualización del T-72M1 para alcanzar el estándar del T-72B.
- T-72B: esta designación la comparten dos modelos de T-72, uno es una versión para exportación del T-72 "Ural" y el otro corresponde al modelo de 1985. Este último se caracteriza por tener un blindaje grueso en la parte delantera de la torreta. Es conocido en los EE. UU. como "Dolly Parton".
  - T-72BK: versión de comando del T-72B, con equipo de comunicaciones adicional.
  - T-72B1: primera versión de T-72 en contar con el moderno blindaje NDZ, además incorpora ladrillos de blindaje reactivo ERA Kontakt-1, colocados en el frontal y laterales del casco y frontal superior de la torreta; el blindaje frontal de la torreta: es de 530 mm RHAe contra munición cinética, y de 950 mm RHAe contra cargas químicas (incluye valor agregado por ERA Kontakt-1). También dispone del sistema de control de misiles 9M119 Svir y visión nocturna en el visor del artillero; el sistema de control de tiro del T-72B1 es el diurno/nocturno 1A40 con telémetro láser TPD-K1 y mira secundaria TPN-3 para el tirador y mira TKN-3MK para el comandante. Adicionalmente cuenta con un iluminador infrarrojo Luna-2R para el tirador a un lado del cañón y otro en la cúpula de comandante tipo OU-3IR. Es conocido en EE. UU. como SMT[notas 4] M1988 o "Super Dolly Parton".
    - T-72B1K: versión de comando del T-72B1, con equipo de comunicaciones adicional.
    - T-72SK: versión de comando del T-72B1, con equipo de comunicaciones adicional, como una radio R-173, un receptor R-713, una radio de alta frecuencia HF R-134, un sistema de intercomunicación R-174 y el sistema TNA-4-3 de ayuda a la navegación. Un generador eléctrico de bencina AB-1-P/30-Ml-U proporciona energía a los equipos de comunicación cuando el motor principal no está encendido.

  - T-72B2 obr.2006g (Object 184M): conocido inicialmente como T-72BM, y nombrado por los rusos como “Rogatka”, dispone de un nuevo blindaje de tercera generación denominado Relikt que es doblemente más eficaz que el Kontakt-5.[notas 5]

- T-72B3: es hasta ahora la última modernización del T-72B desarrollada por Rusia. Puede ser visto como una alternativa de bajo costo, en vez de la actualización T-72B2 Rogatka, manteniendo operacionales los viejos T-72B. El refaccionado y actualizado T-72B3 está provisto con un nuevo motor V-92S2F de 1130 hp, reemplaza el viejo sistema de tiro 1A40 por el Sosna-U, el mismo usado por el T-90. Este sistema de 2.ª generación posee una completa capacidad operacional día/noche todo clima, al mismo nivel de los modernos carros blindados de combate en el mundo, que lo lleva al rango de cazador/asesino de tanques. Sumado con una nueva computadora balística, le permite al comandante redirigir el cañón hacia el objetivo y dejar el resto de la operación “apuntar/disparar” al artillero, mientras el comandante usa ese tiempo para realizar búsquedas de nuevos objetivos. Al tanque le fue provisto de un nuevo sistema de radio, ahora digital. Algunos T-72B3 de demostración se les observaron un sistema de observación panorámica para el comandante, se espera que sean un estándar en todos los T-72B3.

En cuanto a los sistemas de protección, el T-72B3 usa el blindaje reactivo Kontakt-5 en similar disposición que el T-90, sin embargo, ha recibido críticas, debido a que se observa “huecos” en su cobertura, sobre todo donde estaba el faro IR. El cañón 2A46M fue cambiado por el 2A46M-5 que junto con el sistema de guía láser le permite ahora disparar y guiar los misiles antitanque 9M119 Svir y 9M119M Refleks a un máximo rango de 5,5 km tanto de día como de noche y en cualquier clima. Otro sistema de protección es el de alerta de emisiones láser con un rango espectral desde los 0,65 a 1,54 μm, que también es usado para confundir a los misiles de guía semiautomática. Por último se le agregó la protección NBQ con la implantación de filtros especializados y una ligera sobre presión atmosférica dentro del tanque. Se le incluyó un sistema de navegación GLONASS. También les fueron reemplazados las ruedas y las cadenas de rodamiento, por unas más avanzadas y resistentes.
- - T-72S "Shilden": versión de exportación de la T-72B. Las primeras versiones contaban con blindaje Kontakt ERA.[notas 2] Actualizado hasta los estándares del T-72B2, dispone de menor protección en la torreta que este.
  - T-72S1: versión para exportación del T-72B1.
    - T-72SK1: versión de comando del T-72S1. Dispone de equipos de comunicación y navegación similares a los del T-72SK.
- T-72BU o T-90:[7] Evolución del T-72BM. Monta los sistemas de visor del artillero del T-80BU, un nuevo motor, equipos de visores térmicos, receptores de alerta láser y un sistema de interferencia infrarroja Shtora[notas 6] antimisiles guiados antitanque.[notas 7] Se ha intentado que este carro de combate sea adoptado por el ejército ruso como estándar junto con el T-80U.

- T-72B3 obr.2014: es una versión especial del T-72B3, que se vio por primera vez en 2014 durante la edición de la competencia de Biatlón de Tanques. Las actualizaciones más notables son la vista de comandante PK-PAN independiente, panorámica y estabilizada con visor térmico integrado y un motor V-92S2 de 1000 hp. Rusia perdió tres T-72B3 obr.2014 en septiembre de 2022 durante la invasión rusa de Ucrania cerca del pueblo de Bohorodychne en la región de Donetsk: dos fueron destruidos y uno capturado.

- T-72B3M obr.2016: es una actualización adicional del T-72B3, producido desde 2016. Nueva comunicación por radio. Nueva vista panorámica. Mayor protección contra minas. Un nuevo sistema de control de incendios. El rendimiento automotriz del tanque también se mejoró con un motor V-92S2F más potente con una potencia nominal de 1130 HP (830 kW) acoplado a un sistema de transmisión automática y una transmisión mejorada. La protección se mejora con el ERA de nueva generación de Relikt montado en los costados del casco y la torreta, mientras que la parte trasera vio la adición de una armadura de jaula. Kontakt-5 ERA se mantiene sobre el arco frontal y la parte superior de la torreta. El Ministerio de Defensa ruso ordenó varios cientos de tanques T-72B3M y recibió los primeros 20 a principios de 2017.

- T-72B3M obr.2022: es la actualización más reciente del T-72B3, basada en la experiencia de combate adquirida durante la invasión rusa de Ucrania en 2022. Se instala la nueva mira de comandante TKN-3TP con visión térmica (alcance 3000 m). Nueva mira de doble canal del conductor TVK-2 (visión nocturna 250 m). El tanque está equipado con el mismo armamento que el obr anterior. Modelo 2016, sin embargo, se ha mejorado su protección. Anteriormente, la parte trasera de la torreta no tenía ninguna protección adicional y ahora hay cajas de metal con armadura reactiva explosiva (ERA) Relikt. Las partes inferiores de la torreta están cubiertas por una red metálica diseñada para mejorar la protección contra granadas propulsadas por cohetes, similar a la del T-90M. Se instalaron bloques Kontakt-5 adicionales a derecha e izquierda del mantelete del cañón, así como en la parte superior de la torreta. El vacío en la cobertura de ERA causado por los lanzadores de granadas de humo en la torreta ahora está protegido por Kontakt-1 ERA. La placa frontal inferior del casco ahora está cubierta con Kontakt-1 ERA. Las placas Relikt ERA cubren toda la longitud del chasis, el área del guardabarros/rueda guía y también están unidas a la armadura de la jaula sobre el compartimiento del motor. Se añade un mecanismo para abrir el panel de protección blindado del sistema de mira Sosna-U, sustituyendo la configuración anterior que utilizaba tornillos que debían desatornillarse manualmente antes del combate.

- T-72BM (2023): modelo de movilización, producido mediante la revisión y mejora de los tanques T-72BV y T-72BA existentes durante el mantenimiento regular en plantas de reparación de blindados. El objetivo era unificar diferentes modelos para simplificar las líneas de suministro. Hay una nueva mira de comandante TKN-3TP de doble canal (canal diurno, rango de visión térmica de 3000 m). Nueva mira de artillero 1PN96MT-02 (alcance de visión térmica 3500 m, telémetro láser, computadora balística) junto con la antigua mira TPD-K1 (canal diurno, guía ATGM, telémetro láser 4000 m). Combinación de vehículo todoterreno Kontakt-5 (delantero), 4S24 y Relikt ERA copiado del T-72B3M obr.2022. Red anti-RPG debajo de la torreta. Estos vehículos carecen tanto de un sensor de viento cruzado como de una mira Sosna-U debido a la escasez de producción. Todo lo demás es igual que en el T-72B3 (cañón principal 2A46M-2, estabilizador de cañón 2E42-4, sistema de control de fuego 1A40-4, mira del conductor TVN-5, sistema de dirección, orugas de doble pasador, motor de 1000 hp, piso frontal placa reforzada contra minas).

### Versiones realizadas en otros países

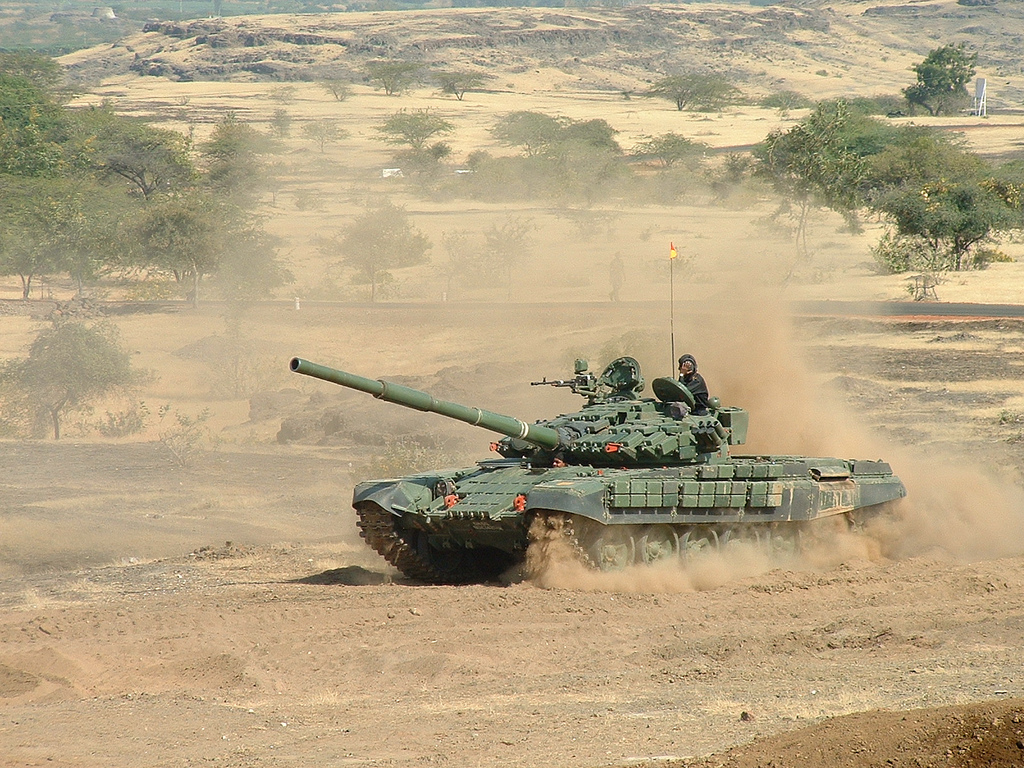
Ajeya MK2 indio

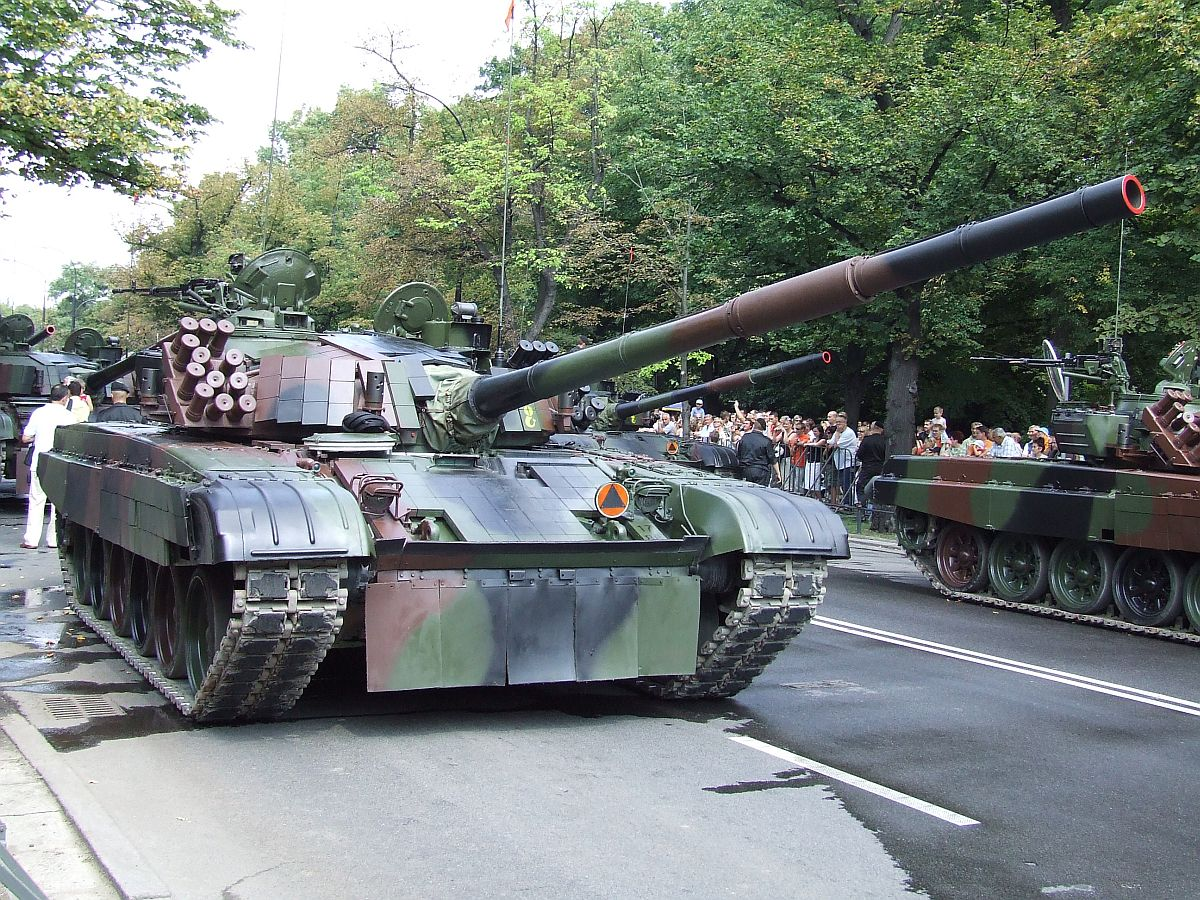
PT-91 Twardy polaco

- T-72M: versión polaca/antigua Checoslovaquia. Tiene el telémetro láser TPDK-1 en el centro.
- T-72M1 / T72-M1-A: versión construida en los países como Checoslovaquia, Irak, Polonia y Yugoslavia; posteriormente y tras la escisión de Checoslovaquia y de Yugoslavia, pasó a ser construido en Eslovaquia y Polonia únicamente.
- T-72M2 "Moderna": actualización eslovaca del T-72M que dispone de un nuevo motor, dos cañones antiaéreos de 20 mm en la torreta, receptores de alerta láser, visión térmica y blindaje ERA.[notas 2]
- T-72MP: versión realizada en Ucrania, cuenta con un motor de 1000 CV, mejora del blindaje y sistema de defensa Shtora-1.[notas 6]
- T-72AM "Banan": construido en Ucrania, esta actualización del T-72A cuenta con un blindaje ERA[notas 2] y lanzadores de granadas de humo adicionales.
  - T-72AG: actualización del "Banan" con un motor de 1200 CV, Shtora-1[notas 6] y un sistema de control de disparo 1G46 con visor nocturno térmico.
  - T-72 'Ajeya: versión fabricada bajo licencia en la India del T-72M/T-72M1.
- T-72BM2 (Т-72БМ2 обр. 2022 года) - Modelo 2022, el primer prototipo se mostró en octubre de 2022 y en 2023 se propuso oficialmente en una exposición de armas "MILEX-2023" como un nuevo tanque para el Fuerzas Armadas de Bielorrusia. La modernización de los tanques se lleva a cabo en la planta número 140 de la ciudad de Borisov[8]
- T-72Z "Safir-74": esta versión iraní incorpora un blindaje ERA[notas 2] que se ha vuelto a diseñar en el propio país con capacidad de detener proyectiles antitanque cinéticos y HE.
- T-72M1 "Ajeya":[notas 8] Versión construida en la India, desarrollada por el DRDO[notas 9] y fabricado por HVF,[notas 10] donde producen de 70 a 120 vehículos al año.
- T-72M1 "Assad Babyle":[notas 11] versión realizada en Irak, uno de los países que cuenta con licencia para su construcción. Dispone de un sistema de armas antitanque ATGW,[notas 12] trampilla montada en la parte superior de la torreta, delante de la escotilla del artillero, diseñado para engañar a los sistemas TOW occidentales, misiles MILAN[notas 13] y misiles HOT.[notas 14]
- T-72M3 / M4 CZ: creado en la República Checa a partir de un T-72A para cumplir los estándares del T-72B. La actualización llevada a cabo por VOP 025, Nový Jičín, República Checa, mejoró el blindaje y la protección NBQ,[notas 3] incorporó una nueva ametralladora de 7,62 mm, que puede utilizar tanto munición original como de la OTAN y un nuevo sistema de aceleración más acorde a los tanques actuales.
- M-84: construido bajo licencia en la antigua Yugoslavia, esta versión mejorada del T-72 ha sido exportada con bastante éxito a otros países. Cuenta con un motor de 1000 HP, mayor velocidad en carretera, una mejora en la relación potencia/peso y un blindaje multicapa superior.

- M-84AB1: evolución del M-84. Incorpora un sistema 9M119 Refleks y un paquete Shtora 1.

- - M-84AS: evolución en estado de entrega, al parecer países que cuentan con una versión del M-84 solicitan al fabricante este paquete de actualización, en proceso de entrega en el ejército serbio.

- M-91 "Vihor": tanque yugoslavo/croata, diseño altamente basado en el T-72, pero con mecánica totalmente diferente del anterior (motor de 1200 caballos de vapor (1184 HP) de potencia, electrónica y armamento mejorados).
- M-95 "Degman": vehículo croata basado en el tanque M-84, muy diferente en prestaciones al M-84AB1, ya que la versión despliega en vez del cañón 2A46M, un cañón compacto de tipo OTAN, hecho en Suiza de 120 mm de calibre y un sistema de contramedidas similar al del AMX-56 Leclerc. Entre los cambios de este modelo se cuentan la mejora del blindaje en el puesto del piloto, mejora del blindaje de la torreta y sustitución del circuito hidráulico de la misma por uno eléctrico, incorporación de blindaje ERA, sustitución del motor por uno de 1200 HP (se cree que es el 6UTD de Ucrania hecho bajo licencia por Duro Davkovic A.S.) y un sistema de control de disparo digital.

- Tanc Românesc 125 (TR-125): versión realizada en Rumanía. Entre los cambios de este modelo están la mejora del blindaje, un motor de 880 830 HP, y siete ruedas con un diseño propio; aparte de faldones de una pieza.
- PT-91 Twardy:[10] Construido en Polonia por Bumar-Łabędy S.A..[11] Basado en el T-72M, una mejora de la anterior versión del T-72 manufacturada por Bumar-Łabędy S.A.; con un nuevo sistema de control de disparo, un motor S12-U de 1200 HP, blindaje ERA[notas 2] de origen polaco ERAWA-1 y un sistema hecho en Polonia del Shtora-1.[notas 6]
  - PT-91A: actualización del PT-91 creada en 1995, cuenta con un motor de 1500 HP y un sistema avanzado de control de tiro.
  - PT-91M "Pendekar": Modelo creado especialmente para el ejército de Malasia, por Mechanical Works Bumar-Łabędy S.A. Entró en activo en agosto de 2005. Cuenta con un powerpack de 1500 CV SESM ESM350-M.
- ZTZ-99/ZTZ-98:[12] También conocidos como Tipo 98/Tipo 99. Basado en el casco de un T-72, el resto del tanque ha sido diseñado por NEVORI[13] y NORINCO[14] en China. El casco guarda similitudes con el T-72, incorpora el sistema de tiro y guía de misiles 9M119 "Refleks", blindaje ERA,[notas 2] torreta de diseño y estilo occidental; con glacis y frontal en declive, y sistemas de contra-medidas láser. Entró en producción en 2000 y en activo en 2001 en limitadas cantidades. El Tipo 98 nunca entró en producción, pero se usó como banco de pruebas para tecnologías incorporadas en el modelo posterior.

### Variantes especializadas
- BREM-1: vehículo blindado para recuperación y reparación, basado en el chasis del T-72. Su torno puede mover hasta 110 tm y la grúa 13 tm.
- IMR[15] -2: vehículo de combate de ingenieros basado en el chasis del T-72. Su pala excavadora puede ser dispuesta tanto en forma plana como en V, también se pueden acoplar otros accesorios a la grúa como por ejemplo pinzas para arrancar árboles.
- 2S19 Msta-S: Obús autopropulsado, entró en servicio en el ejército ruso en 1989 como un vehículo para proporcionar fuego de cobertura y ataque a objetivos no cubiertos. El armamento principal es un cañón modelo 2A64 de 152 mm fabricado por la Asociación Industrial de Maestranzas Barrikady', en Volgogrado, Rusia.
- MTU-72:[16] este vehículo blindado eslovaco está basado en el chasis del T-72 y es utilizado como lanzador de puentes (de 20 m).
- WZT-3: vehículo blindado de recuperación de origen polaco, está basado en el modelo T-72M1, cuenta con una grúa telescópica que levanta 15 tm, una pala delantera y una ametralladora de 12,7 mm.
- WZT-4: vehículo blindado de recuperación de origen polaco, está basado en el modelo PT-91, cuenta con una grúa telescópica que levanta 20 tm, una pala delantera, equipo de respaldo para la operación de los aparatos de soldadura, un motor S1000R de origen polaco, y una ametralladora de 12,7 mm pero de estándar OTAN.
- VT-72B: versión eslovaca de vehículo de recuperación.
- T-72 Fahrschulpanzer: prototipo de vehículo de recuperación construido en Alemania del Este.
- BMP-T: nuevo tipo de blindado ruso, denominado como vehículo de combate de apoyo a tanques. Creado por la experiencia de Grozni, Chechenia. El carro de combate consta de un cañón automático 2A42 o 2A72 de 30 mm en la torreta, en el lado izquierdo cuatro lanzaderas 9M133 Kornet,[notas 7] un par de lanzagranadas AGS-30 y blindaje ERA.[notas 2]
- TOS-1: lanzacohetes, basado en el casco del T-72, en uso por los cuerpos militares de Rusia y Kazajistán.

### Paquetes de actualización
- T-72MP: paquete de actualización de la empresa ucraniana KMDB.[17] Mejora el motor, el blindaje y el control de disparo.
- T-72AG: paquete de actualización de la empresa ucraniana KMDB.[17] Mejora el motor, el blindaje, armamento y el control de disparo. Estabilizador del visor de disparo vertical y horizontal.
- T-72-120: paquete de actualización de la empresa ucraniana KMDB.[17] Mejora el motor, el blindaje y una adaptación en el cañón principal que le hace capaz de disparar proyectiles de la OTAN de 120 mm o ATGM.[notas 7] El peso se incrementa hasta las 48 t.

### Países con licencia de construcción de T-72
- Checoslovaquia: transferida a sus estados sucesores.

-  República Checa
-  Eslovaquia

- India

Fabricado bajo la denominación T-72 Ajeya 
- Polonia
- Yugoslavia: transferida a algunos de sus estados sucesores.

-  Serbia
-  Croacia

- Irak

## Usuarios

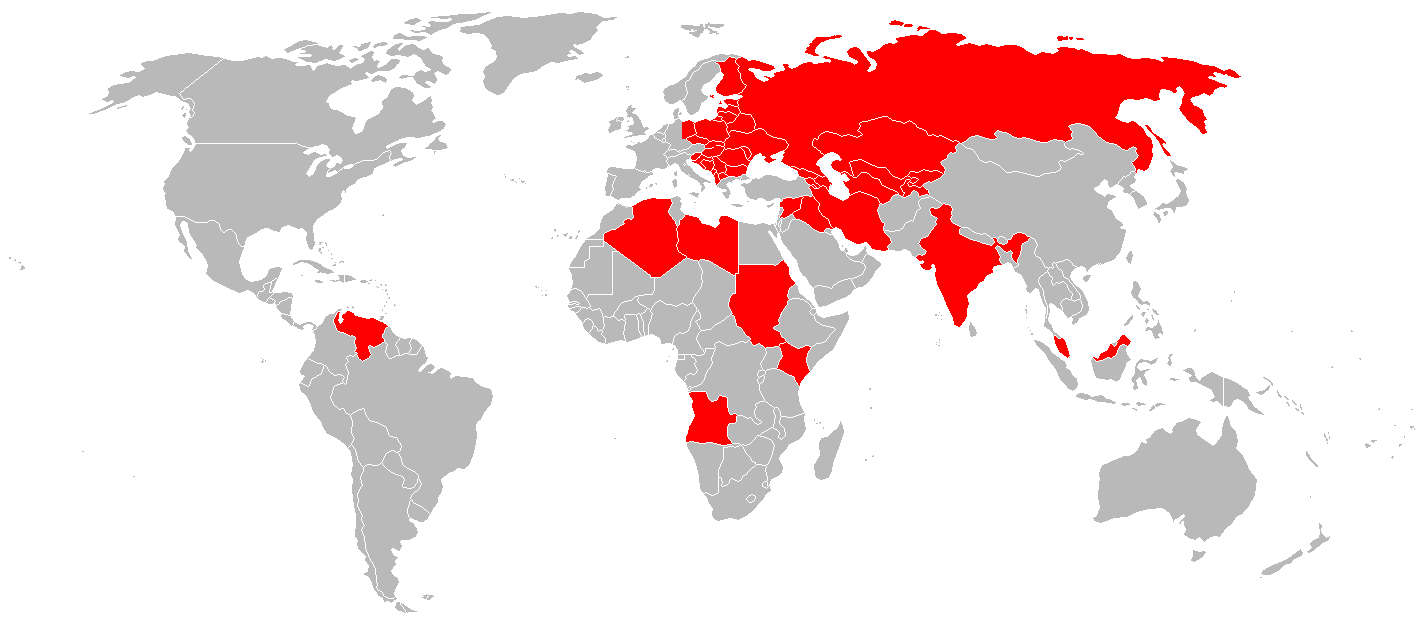
En rojo, los países operadores del T-72

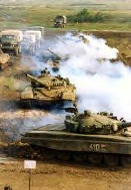
Carros T-72 húngaros

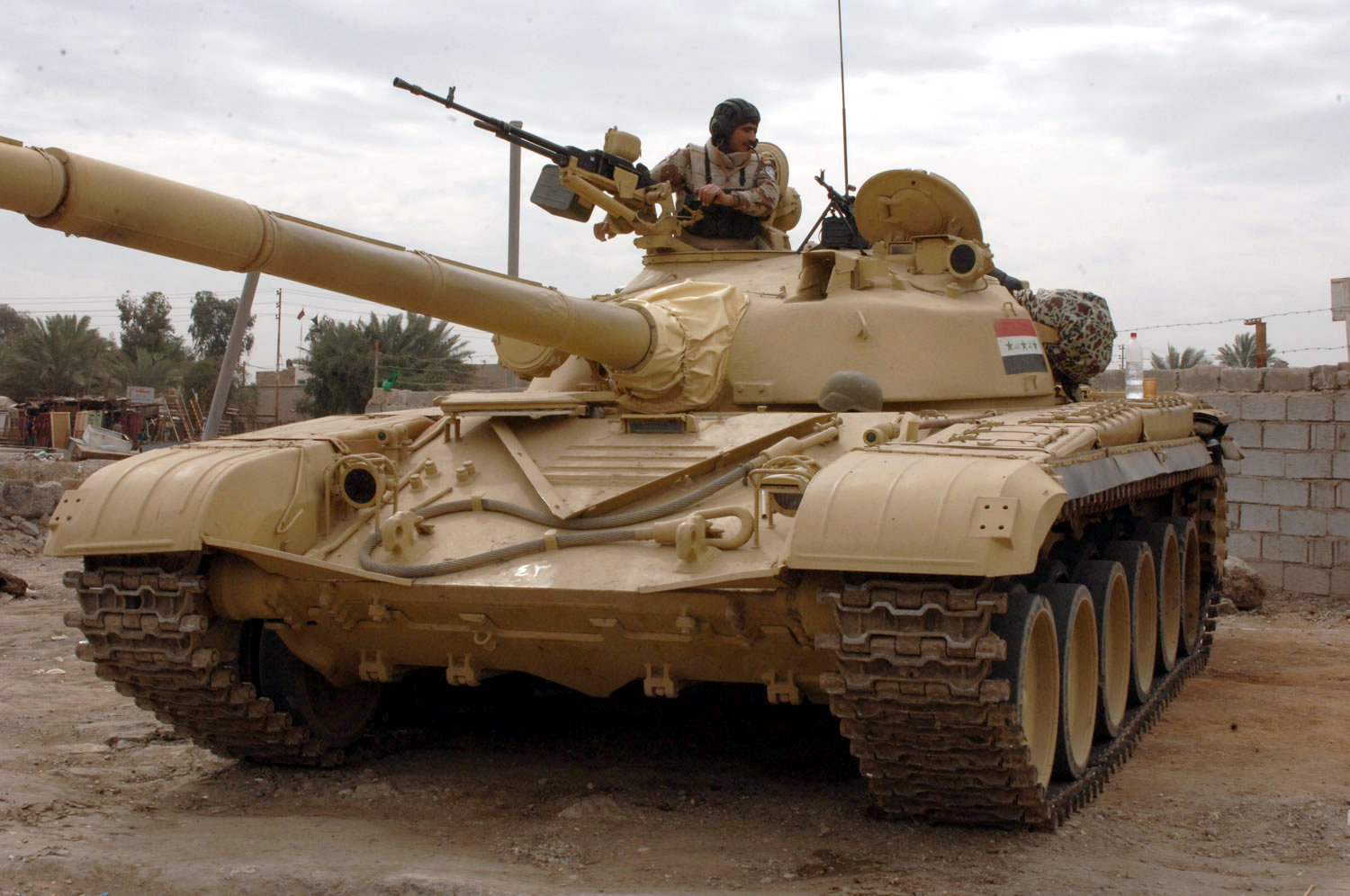
T-72M iraquí en 2006

Se listan los países que operan u operaron el carro de combate T-72 y número de unidades que tienen/tuvieron en servicio:

### Actuales
- Rusia - Es el mayor usuario y principal constructor después de la desaparición de la Unión Soviética, posee al menos 2000 en servicio activo; algunos batallones fueron reemplazados por los T-90, de los cuales Rusia ya cuenta con 1300 unidades actualizadas en el 2010 de las siguientes variantes 630 T72-B, 850 T72-B3, 550 T72-B3M. En servicio activo, más de 8000 unidades almacenadas.[18][19]
- Abjasia, 30 unidades heredadas del antiguo ejército soviético
- Argelia - 400
- Angola - 22 T-72M1 comprados a Bielorrusia en 1999[20]
- Armenia - 160, actualizados por Ucrania[21]
- Azerbaiyán - 180 T-72A y T-72B en el 2003
- Birmania - 139 T-72S en el 2001
- Bielorrusia - 1465 T-72B[22][23]
- Bulgaria - 430 T-72M y T-72A en 2003, la mayoría en reserva[21]
- Croacia - 30 unidades, más 60 del modelo homólogo M-84, y 110 del M-84A1, actualizarán toda su flota al estándar M-84D Degman[3]
- Cuba - 50 unidades aproximadamente[21]
- Estados Unidos - 12 de muestra, y al menos 150 en diferentes estados operativos. Son tanques procedentes de combate y recuperadas, o compradas de países con excedentes soviéticos y puestos en pruebas o como blancos para la capacitación del personal frente al teatro de operaciones de Irak. Todas estas no forman parte oficial de su parque de blindados.
- Etiopía - 50 unidades, procedentes de Yemen
- Georgia - 230 unidades aproximadamente (en las versiones Т-72B1, Т-72M y Т-72A; de procedencia ucraniana)[3]
- Hungría - 180 T-72, T-72M y T-72A[3][21]
- India - 1700 T-72M / Ajeya y T-72M1 / Ajeya 2, en servicio junto al T-90 Bhishma[3][24]
- Irán - 480 T-72M1 desde 2002 (220 en 1995 y 260 en 2000)[3][25]
- Irak - 1000 carros de combate tipo T-72, T-72M, T-72M1, Assad Babyl y Saddam estaban en servicio en el anterior Ejército Regular Iraqí antes de 1990; luego tan sólo 375 carros de combate tipo T-72, T-72M, T-72M1, Assad Babyl y Saddam estaban en servicio en el Ejército Regular Iraquí en 2003. Ahora tan sólo 100 T-72M1 están en servicio en 2007 con el Nuevo Ejército Iraquí.[3][26]
- Kazajistán - 300
- Kenia - 220 unidades, compradas a Ucrania[27]
- Kirguistán - 210
- Libia - 150 en 2003[21]
- Marruecos - 148 actualizados por Bielorrusia al estándar T-72B4 y 12 T-72BK
- Malasia - 48 unidades del PT-91, versión hecha en Polonia bajo licencia dentro de la que se incluyen actualizaciones que cambian el pack de motorización por el conjunto propulsor S1200-U/LSG-300, y otras mejoras.[28]
- Macedonia del Norte - 30 T-72A y 1 T-72AK procedentes de Ucrania
- Nicaragua - 50 de T-72B1MS "Águila blanca" [29]
- Nigeria 16 T-72AV

- Polonia - 586 T-72M1 (2005 - 644, 2006 - 596)[30] y 135 T-72M1Z[31] (T-72M1 actualizados a estándar PT-91) (También 98 PT-91 en servicio) Se planea actualizar los T-72M1 restantes a un nivel similar al PT-91 en el 2010
- República Checa - 543 heredados de la antigua Checoslovaquia en 1993. 179 carros de combate T-72 en servicio en enero de 2008. Antes hubo sólo 181 carros de combate T-72 en servicio, el resto permanece en almacenamiento[32]
- Rumania - 30 T-72 y 3 o 5 TR-125 (a ser retirados)
- Serbia - 65 T-72M, más 215 de la versión local M-84, a ser modernizados al modelo M-84AS, similar al T-90 ruso
- Eslovaquia - 272 T-72M y T-72M1[21]
- Sudáfrica -[20]
- Siria - Entre 1.200 a 1.500 unidades[33]
- Tayikistán - 44 (33 en el año 2000)[34]
- Turkmenistán - 702[35]
- Ucrania - 1180[36]
- Uzbekistán - 70[37]
- Vietnam - Entre 120 y 150 en el año 2005. Suministrados por Finlandia
- Venezuela - ≥92 de T-72B1 y T-72B1K
- Yemen - 150 en 1990; sólo 39 en el año 2003[21]

### Anteriores

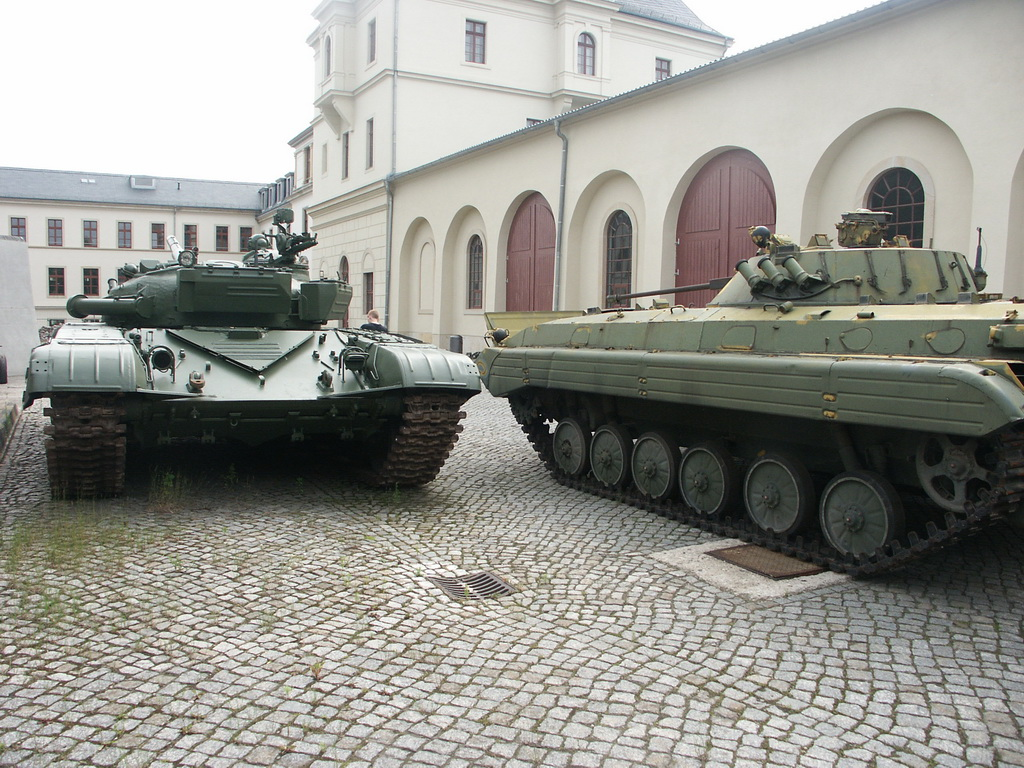
Un Antiguo T-72 de Alemania Oriental junto a un BMP-2

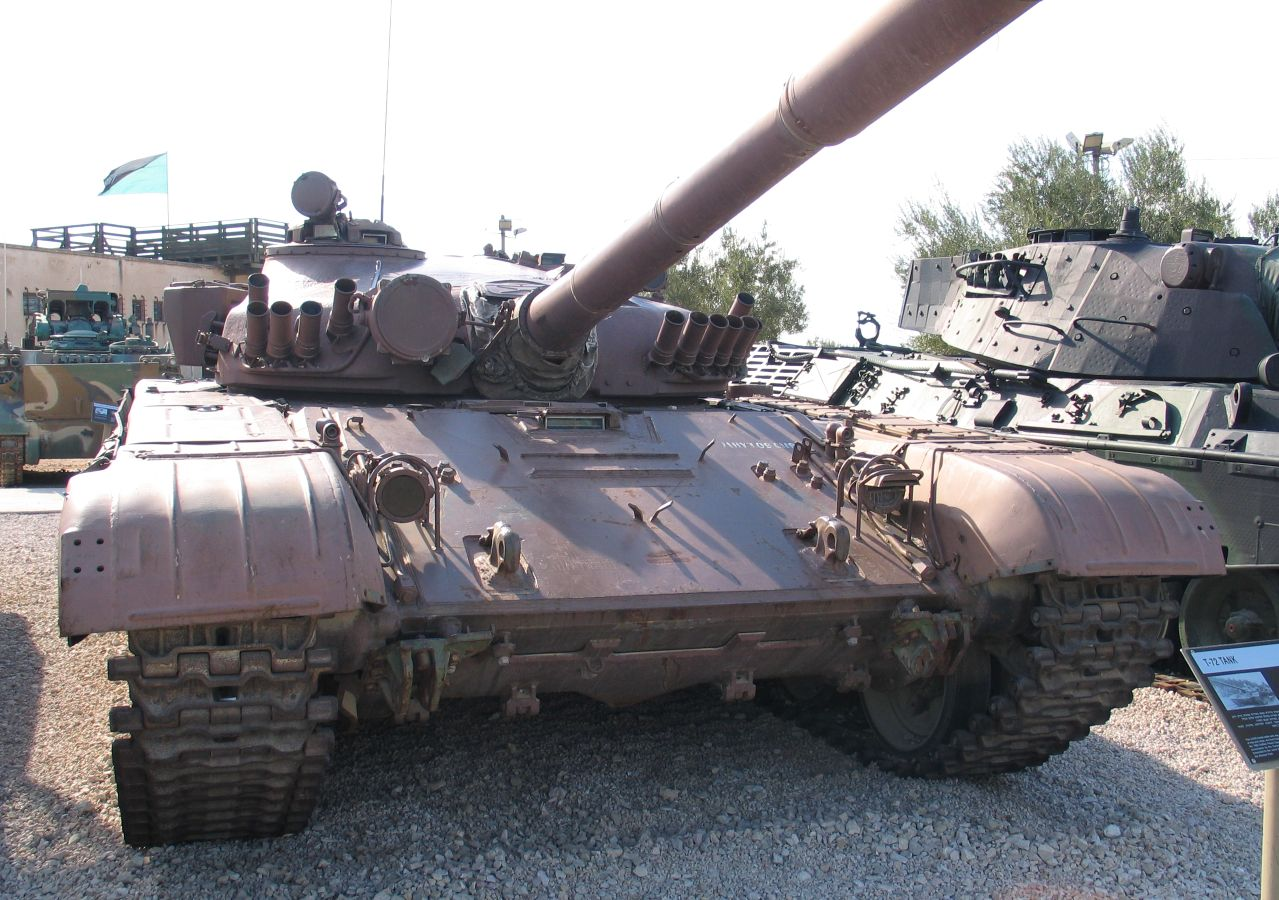
Un carro de combate T-72M1 ex-sirio capturado por el Ejército Israelí y entregado al Museo Yad La-Shiryon

- Alemania Occidental/ Alemania - 549 tanques procedentes del ejército de Alemania Oriental, todos vendidos a otros países, desechados; algunos donados a museos
- República Democrática Alemana - 35 T-72 (de la URSS), 219 T-72 (provenientes de Polonia y Checoslovaquia), 31 T-72M (procedentes de la URSS), 162 T-72M (procedentes de Polonia y Checoslovaquia) y 136 T-72M1. 75 T-72 fueron equipados con blindaje adicional en el casco. Transferidos al estado unificado de Alemania, se desconoce su destino final[38]
- República Chechena de Ichkeria Operaron numerosas docenas de ellos, dejados atrás por la URSS, comprados a la URSS, Rusia y capturados antes y durante la primera guerra chechena
- Checoslovaquia - Alrededor de 1700 T-72/T-72M/T-72M1 fueron producidos entre 1981 y 1990. El Ejército Checoslovaco tenía 815 T-72 en el año 1991. Todos fueron pasados a los estados sucesores
- Finlandia - Entre 160 y 170 T-72M1. Alrededor de 70 T-72M1 (una brigada acorazada) fueron comprados a la Unión Soviética y entregados en 1984, 1985-1988 y 1990. 97 T-72M1 más (incluyendo un pequeño número de versiones comando T-72M1K y T-72M1K1) fueron comprados de los excedentes almacenados por Alemania en 1992-1994. Ahora todos están siendo retirados de servicio y vendidos como reserva a los ejércitos de la República Checa y Vietnam, o desechados y desmantelados[39]
- Israel - Algunos carros de combate sirios del modelo T-72M1 fueron capturados; pero a diferencia de los tanques T-54/T-55 y T-62, no fueron usados como tales por el Ejército israelí sino que se capturaron para evaluar sus capacidades y debilidades. Uno fue donado al museo Yad la-Shiryon
- Serbia y Montenegro - Transferidos a sus estados sucesores
- Unión Soviética - Transferidos a sus estados sucesores
- Yugoslavia - 90 T-72M y 3 T-72MK fabricados localmente, los primeros modelos eran de la Unión Soviética o de Checoslovaquia; transferidos a sus estados sucesores, los pocos restantes en sus inventarios se mantienen bajo mando serbio. Las Fuerzas de Seguridad de Serbia cuentan con algunos de éstos modelos, que luego se derivaron en el mejorado M-84, con nueva motorización y mayor protección. Actualmente se encuentran en un proceso de modernización que los pretende elevar al estándar M-84A4, con un nuevo motor y más blindaje reactivo en las áreas críticas del carro que sean posibles de instalar

## Conflictos en los que ha intervenido

### Guerra entre Irán e Irak
También llamada Primera guerra del golfo Pérsico dio comienzo el 22 de septiembre de 1980 cuando tropas iraquíes atacaron puestos fronterizos de Irán. Fuentes iraquíes afirman que el primer disparo lo dio un T-72, pero no hay pruebas de que en 1980 el ejército iraquí dispusiera de esos tanques. Si hay datos de que en 1982 el ejército iraquí disponía de al menos cien unidades, las mismas que tenía en 1984. Finalmente en la ofensiva para recuperar la península de Al-Faw del 17 de abril de 1988, en la que participaron 100.000 hombres de la Guardia Republicana, supuso el uso en combate del T-72 contra los carros de combate iraníes, que eran en su mayoría M60 Patton y Chieftain.

### Invasión / Guerra del Líbano 1982
La primera intervención del T-72 (T-72M, considerablemente inferior en prestaciones al modelo "doméstico" usado por los soviéticos) en un conflicto real se produjo durante la guerra del Líbano el 11 de junio de 1982, en el valle de Bekaa. T-72s de la 82.ª brigada blindada del ejército sirio, cayeron en una emboscada preparada por paracaidistas israelitas, que con misiles antitanque, lograron destruir varios de estos. A pesar de que Israel dijo haber destruido numerosos T-72 con sus Merkava, al poco tiempo se desarrolló el Merkava II.

### Invasión de Kuwait 1990
También llamada segunda guerra del golfo Pérsico, enfrentó a una coalición internacional de países e Irak, después que este invadiera y se anexionara el sultanato de Kuwait. En 1989, Irak inició su propia producción de T-72M1, al que llamó León de Babilonia, la munición de 125 mm también se producía en Irak, sin embargo los estándares de calidad estaban muy por debajo de los tanques y munición producidos en la URSS, de hecho, se sabe con certeza que el blindaje de estos modelos de "exportación" era el integrado en los primeros modelos fabricados en los años 70. Así tenemos un blindado de pésima calidad, que además el diseño estaba pensado para una guerra en Centroeuropa, para combatir a distancias de 2 km como máximo, en cambio se usó en enormes campos abiertos del desierto. Estos carecían de los sistemas de tiro adecuados para la época, ya que usaban los telémetros de coincidencia y no los láser.
Un año después, concretamente el 2 de agosto de 1990, las tropas iraquíes, entre las que se encontraban cuatro divisiones de la Guardia Republicana equipadas con T-72, invadieron suelo kuwaití. Las divisiones que contaban con T-72 fueron dos, la 1.ª División Blindada Hammurabi, con 10 000 hombres y 350 T-72 de la 15.ª Brigada de Infantería Mecanizada y la 2.ª División Blindada Al-Medinah al-Munawera con la 14.ª Brigada Mecanizada. Aproximadamente hacia el 5 de agosto de 1990 Sadam Huseín ordenaba el repliegue escalonado de las divisiones de la Guardia Republicana, sobre todo las que tenían en sus filas los Assad Babyle hasta la frontera iraquí, siendo sustituidos por tropas del ejército regular, previendo la próxima intervención de las tropas de la Coalición, hecho que se produjo en febrero de 1991. En los días posteriores se perdieron multitud de T-72 gracias a los intensos bombardeos aéreos de los F-16 y los A-10. El tanque estadounidense al que se enfrentaron fue el M1A1 HA. La versión HA (Heavy Armour) estaba equipada con el espeso blindaje compuesto Chobham del anterior modelo, al que se añadieron planchas de uranio empobrecido en su parte frontal para aumentar su densidad efectiva, aumentando el peso del blindado en más de una tonelada. Su arma principal es el letal y preciso cañón de ánima lisa de origen alemán Rheinmetall M256 de 44 calibres de longitud (su largo es 44 veces su calibre), con un alcance efectivo de 3,5 km, pero con alcances de combate de 4 km, casi al límite del alcance visual. Se afirma que solamente 18 M1A1 Abrams HA fueron alcanzados en combate. Nueve quedaron fuera de servicio permanentemente y el resto sufrieron daños reparables. Ningún tanquista estadounidense perdió la vida bajo fuego enemigo a pesar de recibir impactos directos. Eso no es extraño ya que la munición usada por los T-72 iraquíes era en general obsoleta ( la más poderosa disponible era la 3-BVM7 de 1968). No se indican cuántos de esos 18 M1A1 HA quedaron inutilizados por fuego amigo, pero no se oculta que se hayan producido tales incidentes. Su peso de combate en la guerra del golfo alcanzaba las 63 t. Del campo de batalla iraquí se sacaron numerosas lecciones, dando lugar a la actualización denominada M1A2, que con más de 69 t de peso supera ampliamente en prestaciones a los modelos anteriores y lo sitúa entre los mejores carros actuales, introduciendo al tanque en "la guerra digital". Los ingleses utilizaron su Challenger 1, un formidable carro de combate tan fuertemente protegido como su homólogo estadounidense, con el que comparte el tipo de blindaje. Equipado con un gran cañón rayado de 120 mm, denominado L30A1, que causó la destrucción más lejana documentada de un tanque iraquí disparando desde 5,1 km de distancia usando un proyectil HESH, con mayor alcance efectivo que los densos y pesados penetradores KE. Ningún Challenger fue alcanzado durante los combates.
Según fuentes de la coalición, entre 200 y 500 T-72 fueron destruidos por sus tanques, aunque también es cierta la gran colaboración de la absoluta supremacía aérea de las fuerzas de la coalición en la aniquilación de los blindados iraquíes. Si damos por cierta la versión de los comandantes de la caballería armada del ejército de los Estados Unidos, la causa de la fácil destrucción de estos tanques se debió sobre todo a que eran versiones anticuadas del T-72, y ni siquiera disponían de un blindaje añadido ERA que tuviera alguna posibilidad de protegerlos de proyectiles de carga hueca o misiles. Los ingleses usaban proyectiles perforadores de blindaje KE de aleación de tungsteno, y especialmente proyectiles HESH, que a diferencia de los primeros, la distancia al objetivo no afectaba a su capacidad destructiva. Los estadounidenses por su parte pusieron por primera vez en combate su nuevo proyectil KE de alta velocidad M829A1 apodado "Silver Bullet" (bala plateada) fabricado en uranio empobrecido. Este material es muy pesado, 2,5 veces más denso que el acero y mejor penetrador que el tungsteno. Esto sumado a sus efectos pirofóricos tras el impacto lo hacían el proyectil ideal para causar la máxima destrucción. En informes de tanquistas norteamericanos se afirma haber destruido dos T-72 con un solo disparo. En otras ocasiones relataban como disparaban directamente a las trincheras de arena tras las que se ocultaban en posición de combate los tanques iraquíes, tras averiguar que el M829A1 tenía suficiente fuerza como para atravesarlas y destruir el blanco oculto tras ellas.
El blindaje de los T-72 iraquíes, no más duro que la madera para los proyectiles de uranio empobrecido, demostró su ineficacia en cualquier situación en la que se enfrentó a los tanques de la coalición. La táctica occidental de "multiplicación de la fuerza" (calidad contra cantidad) estaba dando el mejor de los resultados. Además el mal diseño endémico de los tanques rusos seguía siendo la escasa protección de la munición para el arma principal: su disposición en el carrusel "de cesta" ocupaba mucho espacio e impedía blindarla convenientemente. Ante un impacto explotaban los proyectiles almacenados, causando la muerte instantánea de la tripulación. En ocasiones la energía liberada era tan grande que la torreta se elevaba varios metros del suelo. De igual forma explotaban si era alcanzado el depósito de combustible.
Es necesario señalar -sin embargo- que el diseño de amunicionador "en carrusel" no es exclusivo de los tanques soviéticos, y varios diseños occidentales igualmente lo utilizan. 
Otra gran debilidad frente a los tanques de la coalición, especialmente ante el M1A1 Abrams HA, fue la carencia de visores térmicos de largo alcance con los que iba equipado el tanque estadounidense. Dichos visores nocturnos Raytheon podían usarse a plena luz del día para buscar blancos camuflados que eran invisibles para los sistemas ópticos diurnos, y permitían a los artilleros de los M1 localizar objetivos bajo condiciones adversas tales como tormentas de arena o humo. Desde luego el combate nocturno empeoraba aún más las ya limitadas opciones de disparo de los T-72. Las fuerzas de la coalición preferían luchar a grandes distancias, ya que la precisión de sus sistemas y su mejor óptica les permitía hacer blanco a 3.000 o 3.500 m, sin necesidad de acercarse al límite efectivo del T-72, estimado en unos 2 km . La mayoría de unidades de T-72 pudieron regresar a Bagdad en los primeros días de la ofensiva. Una cifra estimada de unidades activas después de la segunda guerra del Golfo serían unas 500 de los presumibles 700 que disponía al empezarla, todas pertenecientes a la Guardia Republicana.

### Guerra de Irak
También llamada tercera guerra del golfo Pérsico. En marzo de 2003 comenzaba la ofensiva realizada por Estados Unidos y el Reino Unido contra Irak. En esta ocasión las unidades de T-72 se enfrentaban de nuevo a la supremacía aérea de los países occidentales y con la evolución del M1A1 que tantas bajas produjo en la segunda guerra del Golfo, el M1A2 Abrams con el que volvieron a utilizar uranio empobrecido en sus municiones y blindaje del casco. Según palabras de Patrick Garret, un analista militar, esa munición "era capaz de atravesar los blindajes (de los T-72) como mantequilla.
La mayoría de T-72 fueron reservados, junto a las mejores tropas, para una defensa de Bagdad y proximidades. Uno de los primeros enfrentamientos sucedió en al-Kut donde elementos de la 3.ª División Acorazada y la 82.ª. División Aerotransportada se enfrentaron a la 2.ª brigada blindada de la división Al-Medinah de la Guardia Republicana, logrando detener el avance. Durante la noche, helicópteros Apache y Blackhawk atacaron las posiciones avanzadas de los T-72 destruyendo la mayoría y obligando al resto de la división replegarse. Los aliados perdieron esa noche un helicóptero Apache. Otro combate cruento se dio entre las localidades de Kerbala y Náyaf donde las fuerzas de la Guardia Republicana esperaban con la división al-Medinah a la 1.ª División Marines estadounidenses. En los combates al menos dos helicópteros fueron derribados y varios fueron alcanzados y dañados.
El modelo de T-72 que se utilizó en esta guerra es el mismo modelo del conflicto anterior, muy inferior a los M1A2; no habían sufrido mejoras desde 1991, carecían de los componentes necesarios para una batalla con tanques modernos, su alcance de fuego efectivo no era muy elevado para los estándares actuales, ya que la electrónica y las comunicaciones también estaban anticuadas. Nuevamente, se careció de ningún tipo de blindaje ERA,  por lo que se puede entender la baja eficiencia en combate de un diseño ya obsoleto doce años antes. También se llegó a utilizar diésel rebajado e incluso gasolina en los motores, con lo que estos no rendían adecuadamente.
El Challenger 2 desplegado en esta ocasión por los frentes dispuestos por el Ejército Británico tiene aún mejores características que el M1A2, su homólogo en esta guerra, y la fama de ser el carro mejor protegido del mundo. Su peso de 62,5 t, dado por el extensivo trabajo en la adición de un blindaje mejorado desde su predecesor, el blindaje multicapa del tipo Dorcester, así como nueva telemática y un cañón mucho más efectivo que en su anterior versión lo avalan. El modelo más moderno sustituyó en 2004 el anterior cañón rayado por el nuevo Rheinmetall L55, de calibre 120 mm, ánima lisa y 55 calibres de longitud (9,6 m), que también es usado por el nuevo Leopard 2A6. Le permite usar todas las municiones de 120 mm de los estándares de la OTAN, incluidos los proyectiles de uranio empobrecido más potentes de la actualidad, los M829A3 estadounidenses, con lo que es capaz de destruir o poner fuera de servicio a cualquier carro moderno con un solo disparo.
Donde finalmente se esperaba una gran batalla en lo que sería la conquista de Bagdad, terminó por frustrar las expectativas aliadas, ya que el desempeño de los T-72 fue prácticamente nulo, y realmente ofrecieron poca resistencia y tan solo tanques T-55 y APC's del tipo BMP-1 y BMP-2 aislados en los suburbios en la entrada de la ciudad dieron algo de pelea, pero fueron rápidamente neutralizados por los A-10 y Apaches desplegados en el marco de la operación. Al alcanzar las tropas de la alianza al aeropuerto internacional de Bagdad, todas las unidades que quedaban de la Guardia Republicana se rindieron.

### Guerra ruso-ucraniana
- Invasión rusa de Ucrania de 2022[41]

El T-72 ha tenido un amplio servicio en la invasión rusa de Ucrania en 2022 con ambos bandos.

Los tanques más numerosos de Rusia son el T-72B3 (mod. 2011 y 2016) y el antiguo T-72B (mod. 1985 y 1989). En la preparación de la invasión, las fuerzas rusas colocaron rejillas de acero improvisadas en la parte superior de la torreta, conocidas como "jaulas de protección" por algunos comentaristas (incluido el secretario de Defensa británico Ben Wallace). Los analistas militares han especulado que tales rejillas se agregaron en un intento de contrarrestar el uso de armas de ataque superior, como el FGM-148 Javelin fabricado en EE. UU. y el NLAW británico-sueco , por parte de las fuerzas ucranianas. Estas implementaciones agregan peso al tanque, aumentan su perfil visual y dificultan que la tripulación escape del tanque. Los analistas también han especulado que pueden usarse potencialmente como una contramedida contra los RPG-7 disparados desde arriba durante el combate urbano, municiones merodeadoras o contraataques de drones, como respuesta a las lecciones aprendidas de la guerra de Nagorno-Karabaj de 2020. La falta de uniformidad entre las variantes de jaulas improvisadas hechas de diferentes mallas y vallas de hierro sugiere que son en gran medida improvisadas por las tripulaciones de los tanques y no son un problema estándar. En mayo de 2022, algunos tanquistas rusos dijeron que finalmente retiraron las jaulas, ya que obstruían el uso de ametralladoras y radios, e impedían la evacuación si el tanque se incendiaba. 
Antes de la invasión, Ucrania operaba una pequeña cantidad de T-72 que quedaron de la Unión Soviética pero se modernizaron en parte. Estos incluían principalmente T-72A y T-72AV, así como T-72AMT modernizados (mod. 2017). El 3 de abril, apareció una imagen de un raro T-72 "Ural" (1973) equipado con Kontakt-1 ERA que había sido dañado. Hasta abril de 2022, se había proporcionado a Ucrania un número no especificado de T-72M1 checos. Polonia también donó más de 200 tanques T-72M1/M1R a Ucrania.

### Otras contiendas
- Entre 1991 y 1994, en el conflicto entre el gobierno de Azerbaiyán y los armenios de la provincia de Nagorno Karabaj fueron desplegados algunos blindados T-72 bajo mando azerbayano.
- Desde 1992 la 201 División de Fusileros Motorizados se enfrenta en escaramuzas contra rebeldes en la frontera de Tayikistán. Las técnicas utilizadas por estos grupos para atravesar las armaduras reactivas de los blindados son varias. La más común consistía en un grupo de cazadores de tanques armados con RPG[42] que realizan los disparos consecutivamente. El primero se encarga de activar la armadura reactiva del carro y dejarlo sin protección, los demás intentan destruir el blindaje por el espacio dejado en el blindaje reactivo. Otra táctica consistía en "cegar" con una granada de fósforo blanco los visores del tanque y después atacar por la parte trasera o los flancos.
- En Chechenia la mayor derrota se produjo durante la toma de Grozni en 1995, donde entraron los vehículos blindados de la 131.ª brigada de fuerzas acorazadas de Maikop. Sin la apropiada protección de la infantería, como apoyo necesario a los blindados en cualquier escenario urbano, con unas tripulaciones con un grado de instrucción deficiente, con material que en un principio estaba destinado a la exportación y por ende con bajas prestaciones en cuanto a protección y munición, y para empeorar las cosas a los rusos, los combatientes chechenos eran antiguos soldados soviéticos que lucharon en la guerra de Afganistán, equipados con armamento moderno. Con tal panorama, los T-72 fueron destruidos por grupos de cazadores chechenos que atacaban a las desprotegidas columnas de blindados, destruyendo el primero y el último vehículo, evitando así la huida del resto de carros. También se atacaban objetivos que se encontrasen aislados, ya que en esas ocasiones los carros blindados son más vulnerables. El ataque era llevado a cabo rodeando al objetivo y disparando simultáneamente desde varios puntos, inmediatamente el grupo de cazadores iba en busca del siguiente hasta agotar las municiones. A pesar de esa experiencia los T-72 volvieron a entrar, pero en esta ocasión la mayoría eran T-72B y con infantería de cobertura, resistiendo bien los impactos, hay algunos vehículos que llegaron a recibir más de 10 impactos de RPG[42] y pudieron regresar por sus propios medios a la base. Los tanques rusos resistieron incluso impactos de T-72A, tomados previamente de bases rusas por los combatientes chechenos, y disparos de artillería y misiles antitanque. Los T-72 también fueron utilizados durante la Segunda Guerra de Chechenia.
- Durante el conflicto de la antigua Yugoslavia, el T-72 en su versión local M-84 fue un tanque multipropósito que se desenvolvió perfectamente en el territorio balcánico. Desde misiones de protección de convoyes y puntos estratégicos, pasando por el bombardeo o la lucha urbana, así como asegurando zonas demostró ser un tanque perfecto para ese tipo de conflictos. De hecho el T-72 es un tanque que fue creado especialmente para la lucha en Europa.
- Durante el conflicto en Georgia en agosto del 2008, tanques T-72B fueron utilizados tanto por las tropas rusas como por las georgianas, así como por las dos provincias separatistas de Georgia: Osetia del Sur y Abjasia. Varias decenas de T-72 georgianos fueron capturados por las tropas rusas, mientras otros fueron destruidos en combate. Los georgianos, por su parte, también reclaman la destrucción de varios tanques rusos utilizando lanzacohetes antitanque. Es curioso el hecho que tanto los georgianos como los rusos utilizaran versiones más modernas del T-72 como el modelo SIM 1 (usadas por la caballería georgiana; proveniente de las reservas ucranianas), que carece del típico faro de IR situado en la izquierda del cañón, equipado con nuevas miras térmicas y sistemas de tiro. Estos carros fueron modernizados por los ucranianos para este conflicto en específico, y los rusos desplegaron una versión que incorpora la electrónica y el blindaje reactivo del moderno T-90, que casi lo pone al nivel de este blindado en producción actualmente, y en lo único que difiere a la versión de los ucranianos es que despliega el sistema de protección pasiva ARENA, un cañón 2A46M2 más preciso y letal que el original 2A46 que los equipaba en principio, y munición del tipo DU.
- Durante la sucesión de conflictos y guerras civiles en los países árabes desde 2010, el T-72 tiene una participación importante, particularmente en Libia y Siria.

### Desarrollos relacionados
- T-90
 TOS-1
/ BREM
 BMP-T
/ BREM-1
/ 2S19 Msta
- - Tipo 99
- - P'ookpong Ho
- // - M-84
- - M-91 Vihor
 - M-95 Degman
- - PT-91 Twardy

### Vehículos similares
- - Leopard 1
- - TAM
- - M60 Patton
- - AMX-30
- - Tipo 74
 - Tipo 61
- - Challenger 1
- - T-80

### Listas relacionadas
- Anexo:Tanques de combate principal por generación

### Artículos
- T-72, A, B (export) and M series (Inglés)
- T-72A, G and M1 series (Inglés)
- T-72B series (Inglés)
- T-72S series (Inglés)
- Russian T-72 tank Archivado el 24 de septiembre de 2008 en Wayback Machine. (Inglés)
- T-72 Char de combat principal - Main battle tank (Francés)
- T-72 tank characteristics (Inglés)
- T-72S Main Battle Tank, Russia/Ucrania (Inglés)
- CDI fact sheet: T-72 MBT (Inglés)
- Artículo del 3 de junio de 2005, sección 'Armor' (Inglés)
- New russian tanks (Inglés)
- Carro medio T-72 (Inglés)
- El carro medio T-72 (Español)
- Tanque de batalla T-72S (Español)
- T-72B (Inglés)
- T-72  (Alemán)
- The T-72 Myth, Два мифа одного боя: сирийские Т-72 в Ливанской войне 1982 года (Ruso) El portal está preparando una versión en inglés.

### Constructores y versiones
- KMDB (Inglés)
- Uralvagonzavod (Inglés)
- Versión de la Rep. Checa (Inglés)
- Versión de la India (Inglés)
- A holistic approach to the tank development. Papeles que tratan la evolución croata del tanque yugoslavo M-84 (copia del T-72), llamado "Degman" (Inglés)
- Versión de la RP China

### Juegos PC
- Iron Warriors T-72 tank commander Archivado el 6 de septiembre de 2008 en Wayback Machine. (Inglés)
- T-72 Balkans on Fire (Inglés)

### Varios
- Museo del tanque en Kubinka, Rusia (Inglés)
- Tank.net Foros sobre carros de combate (Inglés)
- Simulador militar de realidad virtual del T-72 (Inglés)
- Manuales técnicos y libros en ruso (Inglés)

### Maquetas
- T-72M1 Main Battle Tank 1:72 Revell Ref. 03149
- Russian Army Tank T72M1 1:35 Tamiya Ref. 35160
- T-72A Russian MTB 1:35 Zvezda Ref. 3552
- T-72B Russian MTB 1:35 Zvezda Ref. 3550
- T72B MBT with ERA 1:35 Zvezda Ref. 3551
- Russian T-72M Tank 1:48 (Remote control) Arii Ref. 44016 (Descatalogado)
- Russian Tank T-72M1 1:35 Trumpeter Ref. MM-00306 (descatalogado)
- T-72M2 Russian MTB 1:35 Dragon